# Welcome to the Future
Welcome to the Future es un compilado de pop alternativo lanzado en 1993 a través de One Little Indian.
El compilado contiene 16 canciones interpretadas por diferentes grupos, dentro de los cuales se destaca The Sugarcubes, banda liderada por la cantante y compositora islandesa Björk.

## Lista de canciones
1. Intro 1 (Sample) - White Noise
2. Dreamfinde” - The Sound Corp.
3. Welcome to the future (Reggae Metal mix) - Eskimos & Egypt
4. Raise me (EON/Ascension Mix) - Bizarre Inc.
5. Intro 2 (Sample) - Meadwalk
6. Rave on - Industry Standard
7. Dubbing you - Foul-Play
8. Possession - The Dominatrix
9. L.F.O. - L.F.O.
10. I need your love - NRG
11. Boss drum (álbum mix) - The Shamen
12. Substance abuse - F.U.S.E.
13. Rainbows in the sky - Hypnotist
14. Papua New Guinea (Original version) - Future Sound Of London
15. Spice (Juan Atkins Hi Power remix) - EON
16. Motorcrash (Justin Robertson Dub remix) - The Sugarcubes (muestra MP3 (enlace roto disponible en Internet Archive; véase el historial, la primera versión y la última).)